# Saint-Sulpice, Paris
Saint-Sulpice är en kyrkobyggnad i Paris, helgad åt den helige Sulpicius av Bourges. Kyrkan uppfördes på 1600-talet och 1700-talet på platsen för en medeltida romansk kyrka och är med sin längd på 113 meter och sin höjd på 34 meter den näst största kyrkan i Paris. Bygget avslutades under ledning av Gilles-Marie Oppenord och Giovanni Niccolò Servandoni. I kyrkan finns målningar av Eugène Delacroix. Marquis de Sade och Charles Baudelaire döptes båda i Saint-Sulpice (1740 respektive 1821) och i kyrkan hölls också bröllopet mellan Victor Hugo och Adèle Foucher 1822.
Kyrkan har fått en viktig roll inom populärkulturen: en scen i Massenets opera Manon utspelas i Saint-Sulpice (där Manon Lescaut övertygar Le Chevalier des Grieux att rymma med henne ännu en gång) och Abbé Herrera, som Honoré de Balzac skriver om i Splendeurs et misères des courtisanes, var verksam i kyrkan och hade sin bostad på den närliggande Rue Cassette. Saint-Sulpice är också en av platserna i Dan Browns roman Da Vincikoden samt i filmatiseringen med samma namn, där kyrkans historia i båda fallen förbinds med den mystiska rörelsen Prieuré de Sion. 
Framför kyrkan, på Place Saint-Sulpice, står Fontaine Saint-Sulpice, med statyer föreställande de franska 1600- och 1700-talsbiskoparna Jacques Bénigne Bossuet, François Fénelon, Esprit Fléchier och Jean-Baptiste Massillon, som räknas som tidens mest framstående predikanter, var och en på sitt sätt.

## Bilder

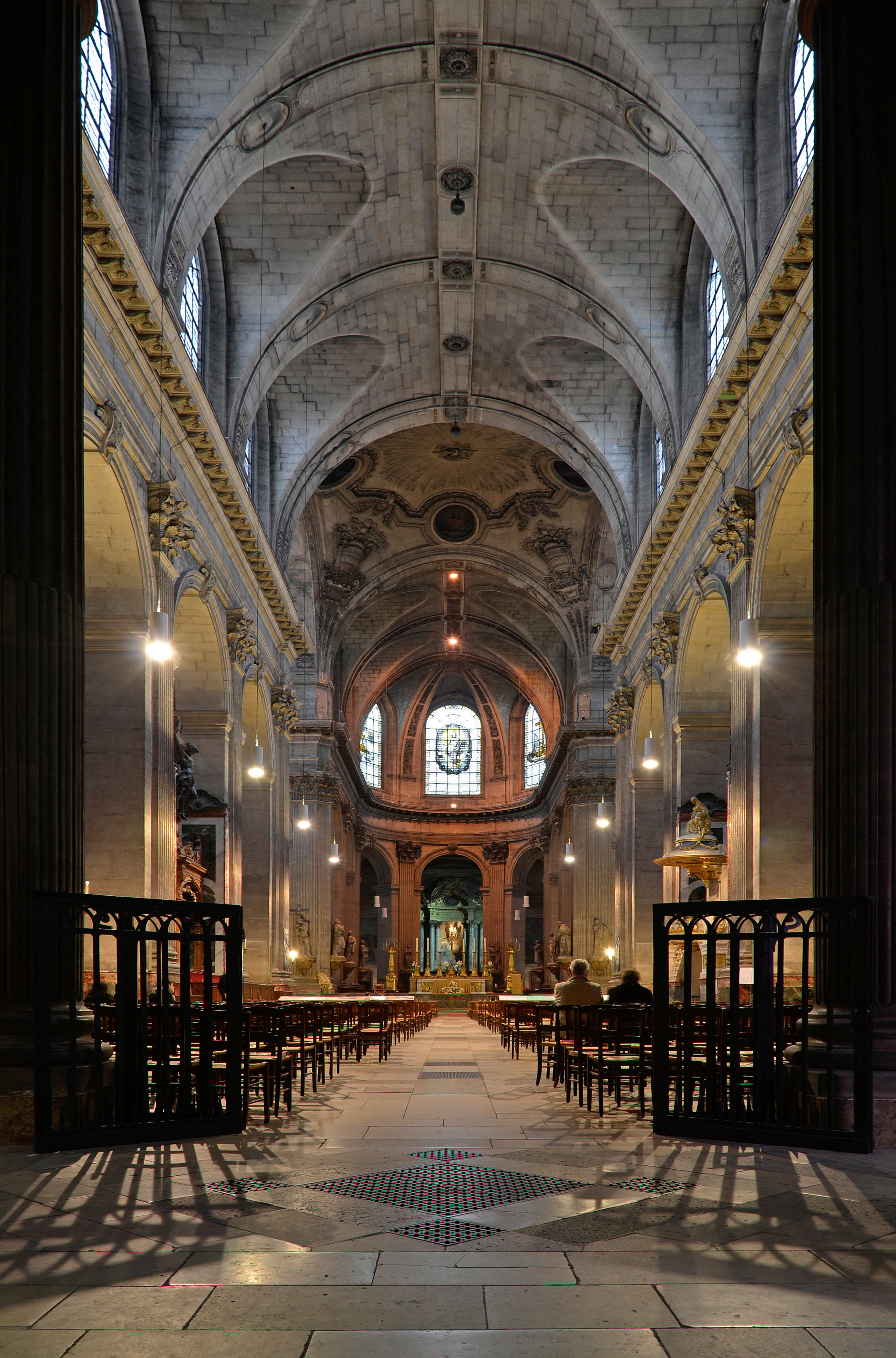
Interiören.
Grundplanen.
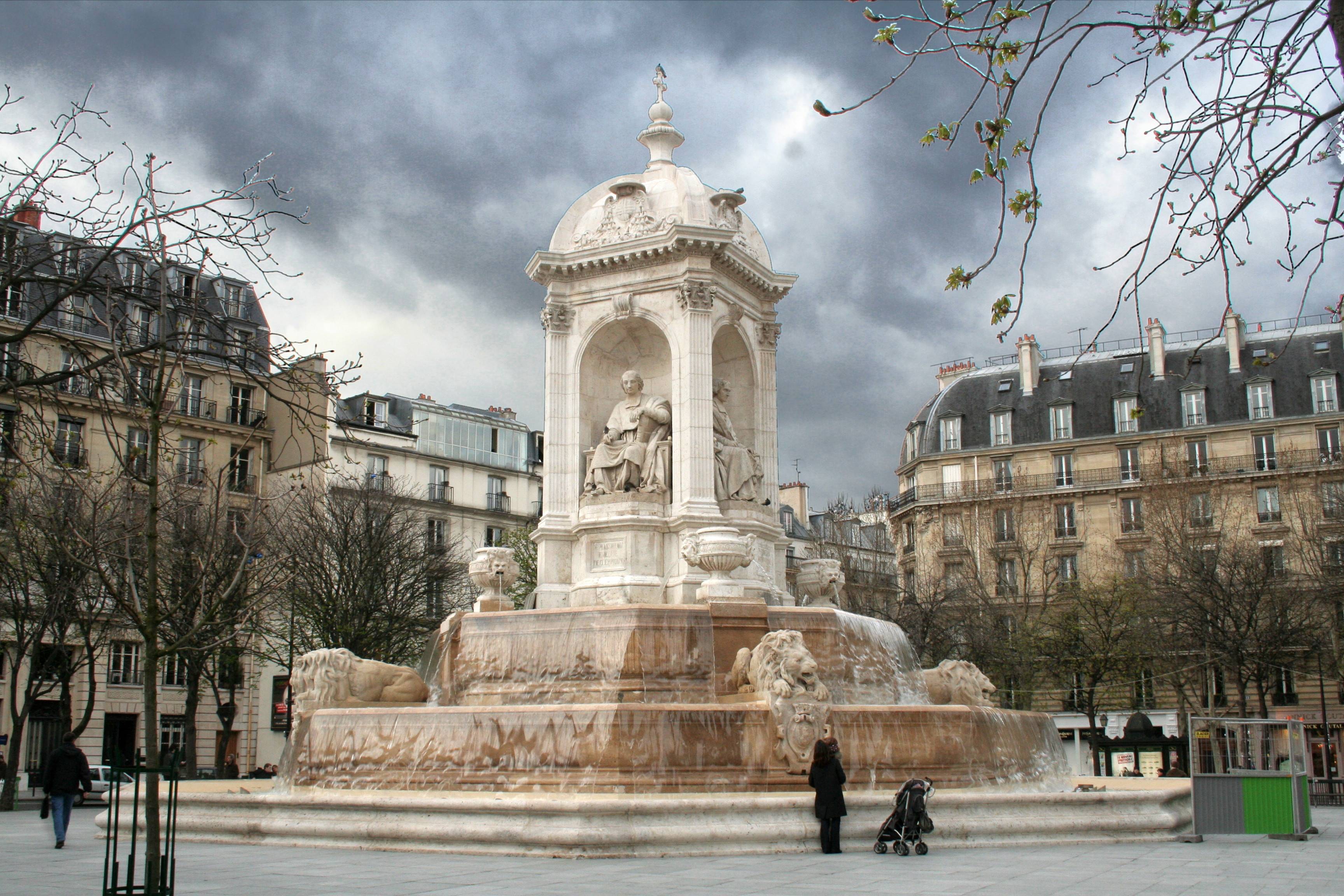
Fontaine Saint-Sulpice.